# 卵叶栝楼
卵叶栝楼（学名：Trichosanthes ovata），为葫芦科栝楼属下的一个植物种。